# Parablennius pilicornis
Espèce
Synonymes
- Blennius ater Sauvage, 1882
- Blennius fascigula Barnard, 1927
- Blennius filicornis Günther, 1861
- Blennius niger Metzelaar, 1919
- Blennius pantherinus Valenciennes, 1836
- Blennius pilicornis G. Cuvier, 1829
- Blennius pilicornis euskalherriensis Motos & Ibañez, 1977
- Blennius trifascigula Fowler, 1935
- Blennius vandervekeni Poll, 1959
- Pictiblennius niger (Metzelaar, 1919)

La Blennie de Vanderveken ou Blennie pilicorne (Parablennius pilicornis) est une des nombreuses espèces de blennies, décrite par Cuvier en 1829, qui vit en Atlantique tempéré et tropical et dans l'ouest de la Méditerranée. Cette espèce ne semble ni rare ni menacée, mais elle reste pourtant relativement mal connue. .

## Description

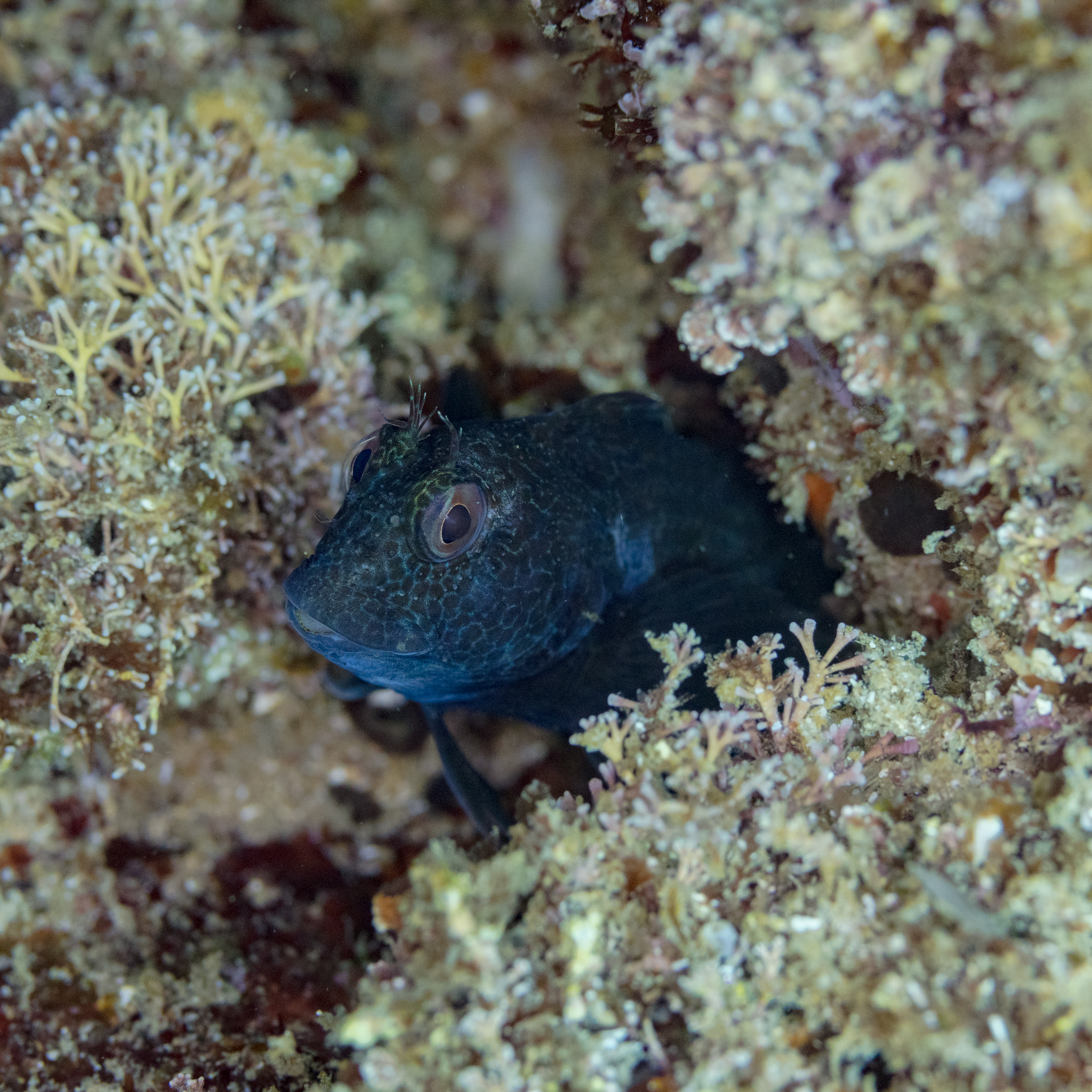
Tête de Parablennius pilicornis, parc naturel de l'Arrábida.

Ce poisson long de 8 à 12,7 cm, au corps peu comprimé latéralement est caractérisé, comme tous les blennies (Blenniidae) par une unique et très longue nageoire dorsale ; cette nageoire est maintenue par 12 rayons épineux et 21 rayons mous. la nageoire anale présente 2 rayons épineux et 23 rayons mous. Les pelviennes ont une forme réduite, "en baguette" et lui servent à prendre appui ou marcher sur le fond.
Ses yeux sont placés assez haut sur la tête. Le haut de son front est garni de 4 petits « tentacules oculaires ». D'autres tentacules, nettement plus petits encadrent l'orifice des narines.
Sa livrée peut considérablement changer :
- jaune presque homogène parfois, dans certains cas jaune pâle et tendant sur l'orangé dans d'autres cas. Rem : Cette espèce est la seule parmi toutes les blennie d'Européenne à pouvoir prendre cette teinte jaune[3].
- noir mat-bleutée presque uniforme pour le mâle au moment de la reproduction[3] ;
- et sinon à dominante brune ornée de taches qui camouflent très bien le poisson sur les fonds rocheux. Le plus souvent le corps est à dominante brunâtre, couvert de lignes et zones plus claires entourant des taches plus sombres formant une série de bandes verticales plus foncée évoquant approximativement une succession de lettre H. En robe claire à bandes sombres, les marques en H s'estompent et persiste ou apparait une large bande foncée, irrégulière de l’œil à la base de la queue et une autre ligne foncée marque la jonction du dos et de la dorsale[3] ;

La robe n'est que rarement un critère fiable de reconnaissance, bien qu'un maillage de lignes claires formant un motif « en nid d'abeille » persiste toujours au niveau des joues, quelle que soit la livrée de l'animal ;  
- Une petite tache arrondie, évoquant parfois un ocelle, mais pouvant être claire ou sombre ou bleue céruléen, est parfois présente au niveau des premiers rayons de la nageoire dorsale[3].

Hormis pour la couleur noire associée à la reproduction chez le mâle, on ignore si les changements de couleurs et motifs sont aléatoires ou si l'environnement joue un rôle. Dans la plupart des cas, l'âge du poisson ni son sexe ne semblent en cause.

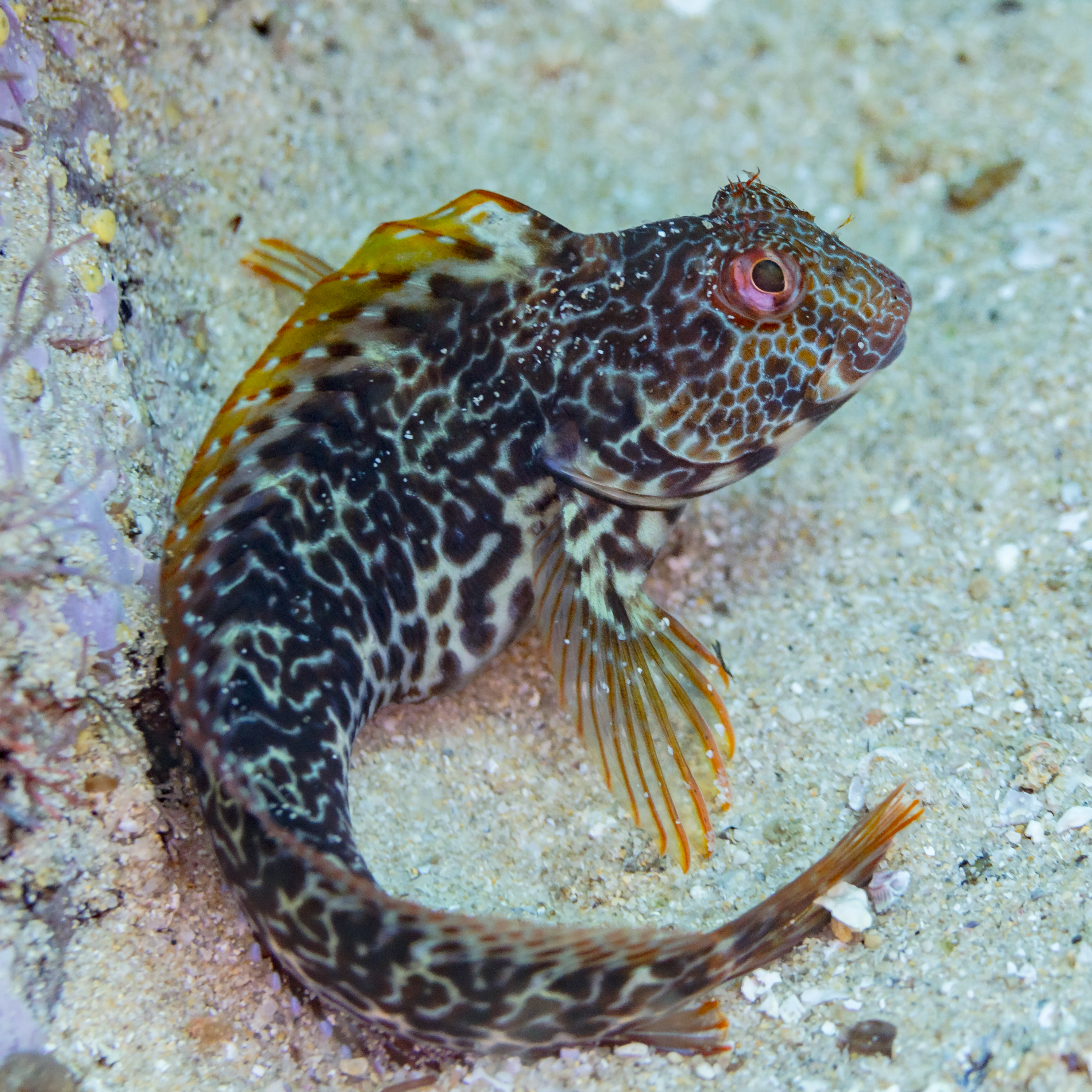
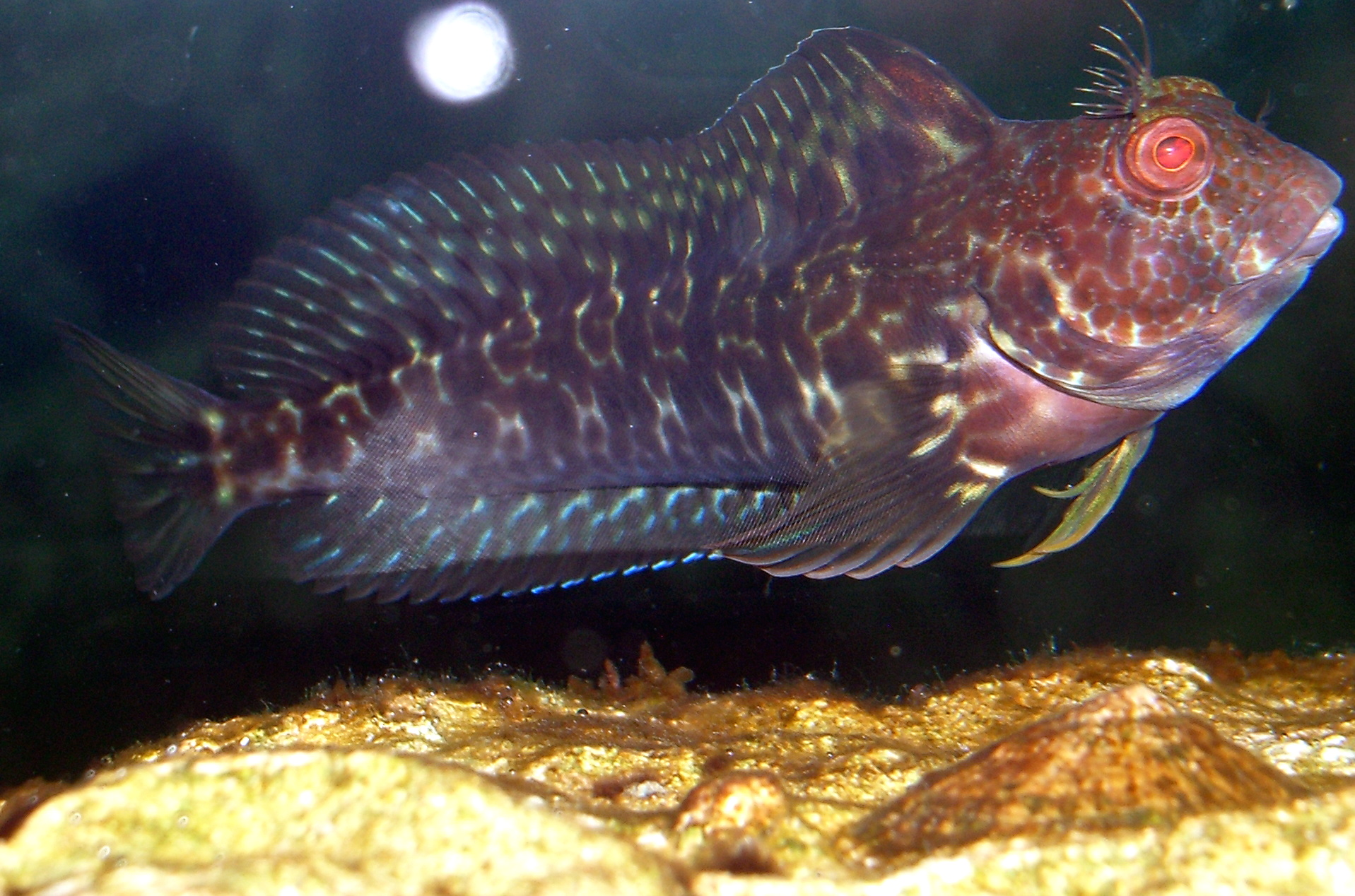
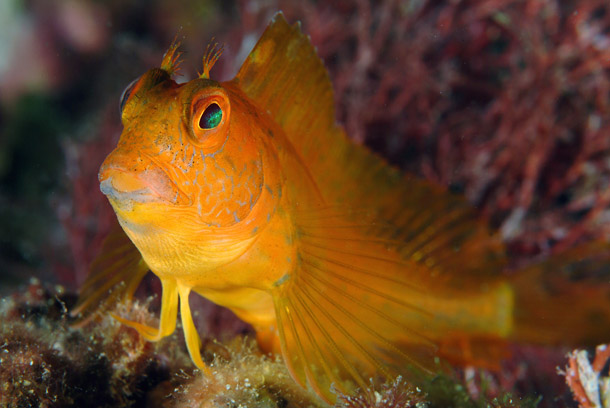
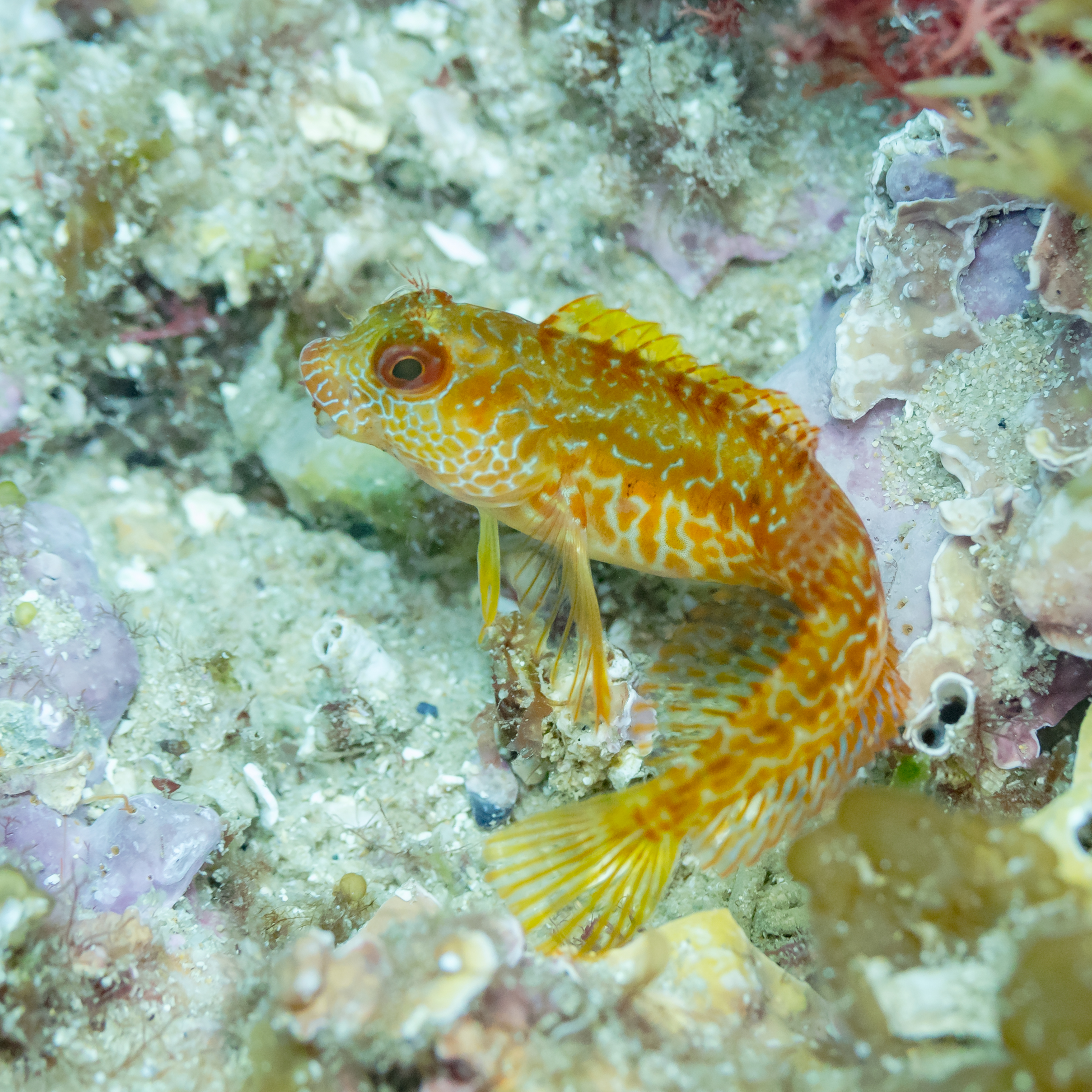
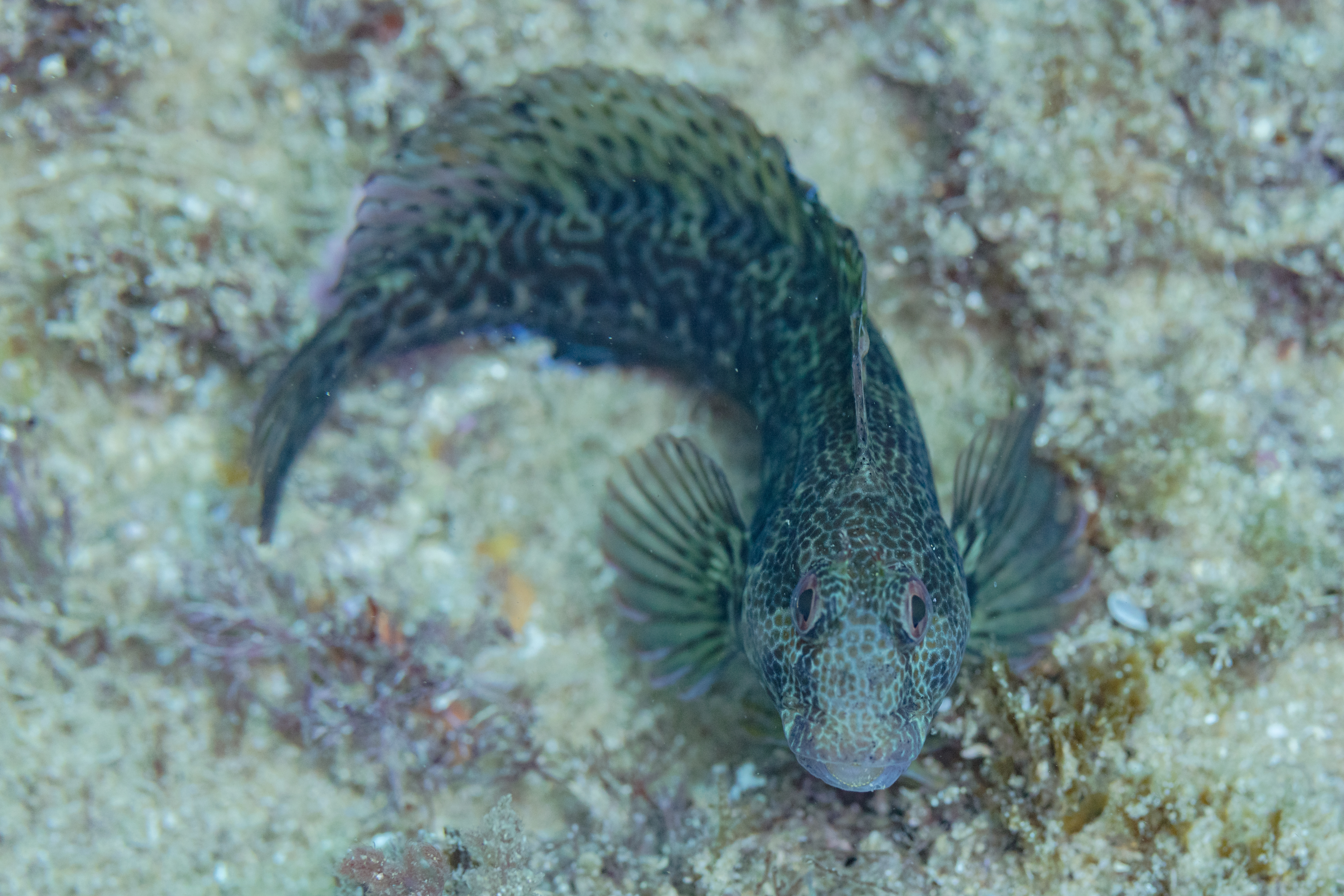
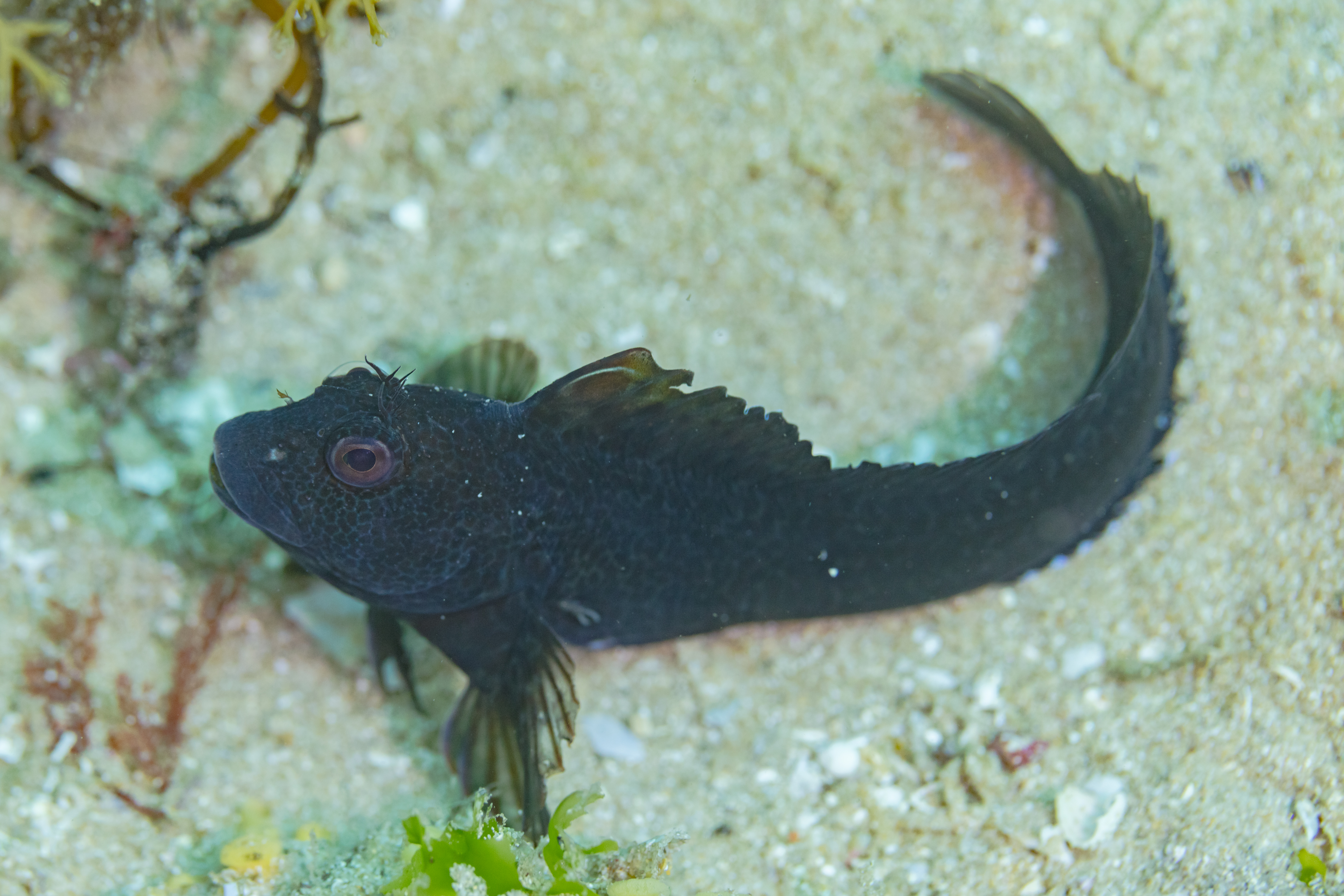
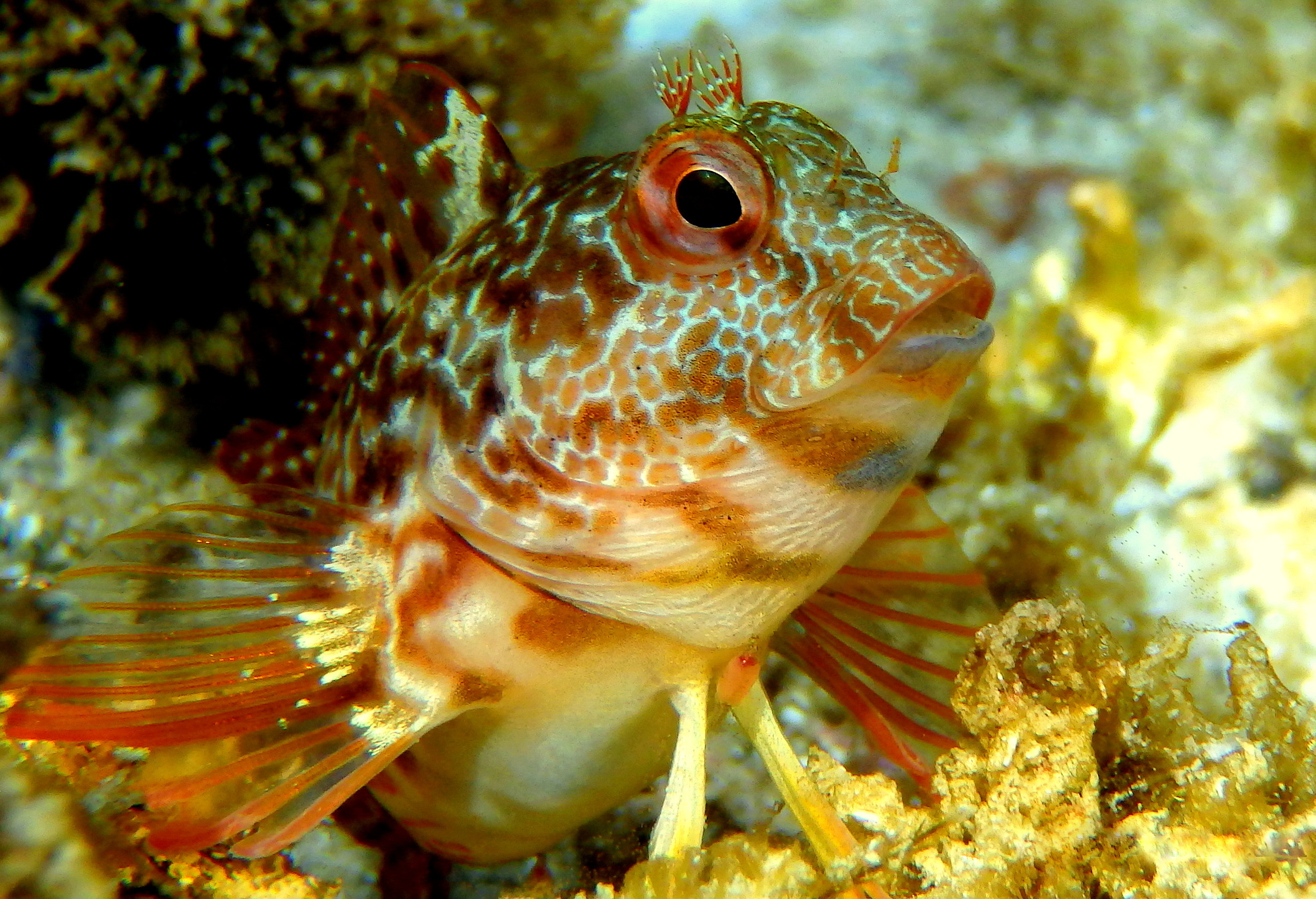
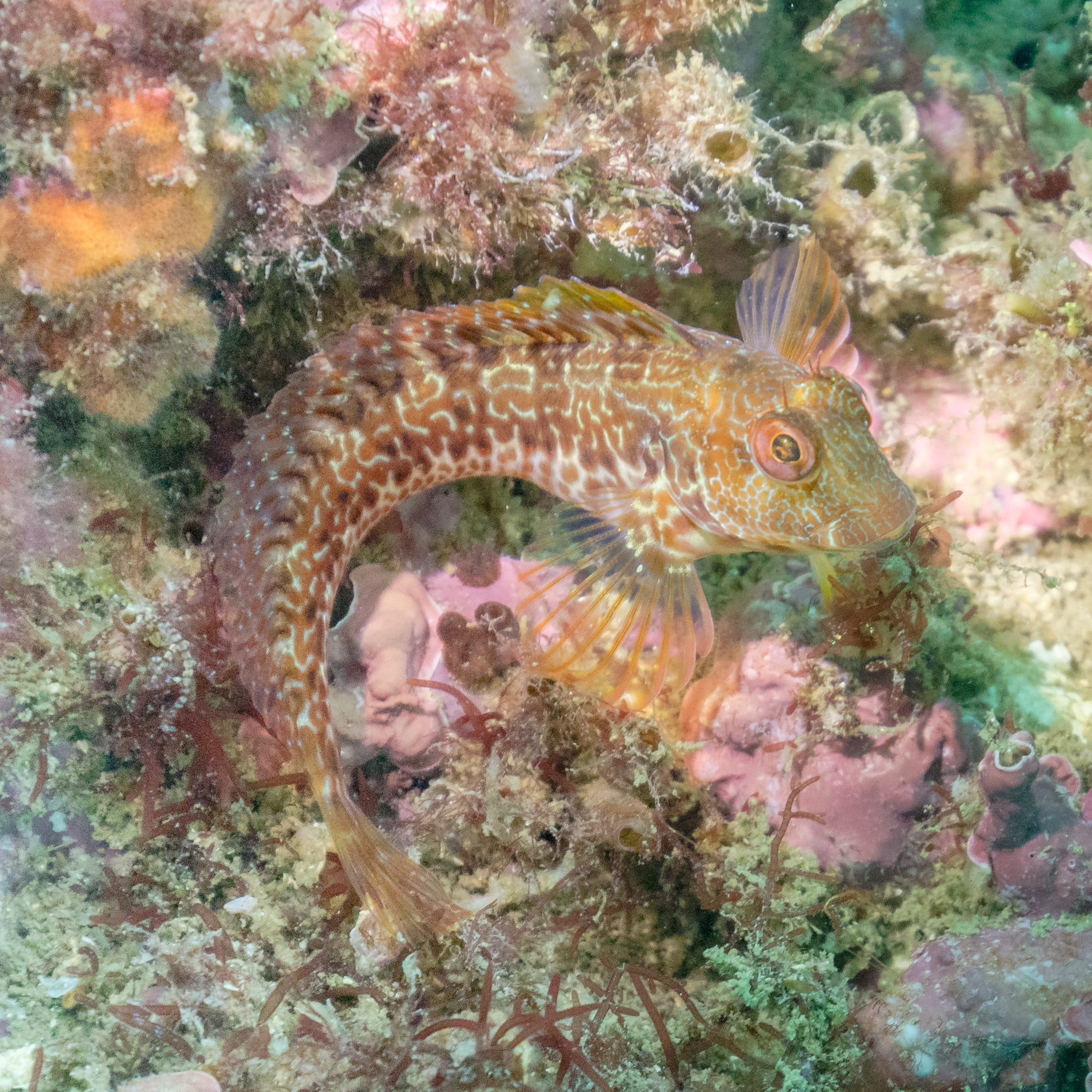

## Risques de confusion
Ils sont dus à la grande variabilité de couleur de la robe :

En robe claire à bandes sombres, cette espèce peut être confondue avec 
- la blennie de Roux (Parablennius rouxi) qui est toutefois plus mince et présente une bande noire mieux limitée, sans ligne sombre médio-dorsale[3] ;
- la blennie gattorugine (Parablennius gattorugine) qui est cependant plus longue et aux tentacules oculaires plus nombreux et d'une forme différente (« ramifiés “en sapin” »)[3];

En livrée standard, il y a possibilité de confusion avec :
- la blennie diabolo (Parablennius incognitus) dont les tentacules oculaires sont cependant plus allongés, et dont les motifs foncés sont sur les flancs rétrécis au milieu transformant la forme en H en une forme en diabolo, et ces motifs sont aussi plus délimités que les H de la blennie pilicorne[3].

## Origine et distribution
Ce poisson est trouvé en Atlantique Ouest (du Brésil à la Patagonie et au large de l'Argentine). De là il aurait migré vers l'Europe et l'Afrique xxxxxxx ; on le trouve aujourd'hui de l'Europe du Sud à l'Afrique (sur le plateau continental de l'Atlantique tempéré (à partir du Golfe de Gascogne) à l'Atlantique tropical (jusqu'en Namibie et autour des îles Canaries) ainsi que dans l'ouest de la Mer Méditerranée).  
Il est également présent dans l'ouest de l'océan indien au large de l'Afrique du Sud, du Natal au Knysna.

## Habitats
C'est une espèce qui a besoin de caches, qui vit sur les fonds rocheux (de 3 à 40 m) et qui supporte les zones de mer agitée par le ressac ou les courants. Dans les régions de marées, il est aussi trouvé dans les trous d'eau de mer laissés par la marée descendante dans la zone intertidale.
Ses besoins en termes d'habitats sont encore mal compris (A titre d'exemple une étude sur les blennies et poissons des trous d'eau de mer dans les rochers de l'Estran ont trouvé dans un cas cette espèce comme espèce la plus présente (lors d'une étude conduite par Beldade et al. en 2006 dans le parc naturel d'Arrabida au Portugal, alors qu'une autre étude n'en a trouvé aucun dans des milieux pourtant  a priori similaires.

## Alimentation
Le régime alimentaire de l'espèce semble encore mal connu mais serait omnivore, avec sans doute une plasticité saisonnière lui permettant aussi de ne pas trop entrer en concurrence avec d'autres espèces de blennies au sein de sa niche écologique.

## Reproduction
Lors du passage du printemps à l'été, le mâle reproducteur devient sombre (livrée noire tirant sur le bleu-sombre) et ses tentacules oculaires s'allongent. Il choisit un trou ou un petit territoire qu'il défend contre les autres mâles. Plusieurs femelles peuvent venir y pondre. Les œufs sont gardés par le mâle (durant environ 2 semaines dans une eau à 19 °C). Les larves émergent et entament une phase de vie qui est d'abord planctonique avant de rejoignent le fond où le poisson passera sa vie. Plusieurs femelles ayant pondu successivement, les éclosions se succèdent également avec le même décalage temporel).